# Swiss Super League (2007/2008)
Swiss Super League (2007/2008) – 109. edycja najwyższej piłkarskiej klasy rozgrywkowej w  Szwajcarii. Rozpoczęły się 18 lipca 2007 roku, zakończyły się natomiast 10 maja 2008 roku. W rozgrywkach wzięło udział dziesięć drużyn. Mistrzowski tytuł wywalczyła drużyna FC Basel. Królem strzelców ligi został Hakan Yakın zBSC Young Boys, który zdobył 24 gole.

## Drużyny
| Uczestnicy poprzedniej edycji                                                                                 | Uczestnicy poprzedniej edycji | Uczestnicy poprzedniej edycji | Uczestnicy poprzedniej edycji |
| --- | ----------------------------- | ----------------------------- | ----------------------------- |
| ZUR | FC Zürich                     | 1                             |                               |
| BAS | FC Basel                      | 2                             |                               |
| SIO | FC Sion                       | 3                             |                               |
| YBO | BSC Young Boys                | 4                             |                               |
| GAL | FC Sankt Gallen               | 5                             |                               |
| GRA | Grasshopper Club Zurych       | 6                             |                               |
| THU | FC Thun                       | 7                             |                               |
| LUZ | FC Luzern                     | 8                             |                               |
| AAR | FC Aarau                      | 9                             |                               |
| Awans z Challenge League (2006/2007)                                                                          |                               |                               |                               |
| NEU | Neuchâtel Xamax               | 1                             |                               |
| Oznaczenia: - kolumna pierwsza – skróty nazw drużyn, - kolumna trzecia – miejsce zajęte w poprzednim sezonie. |                               |                               |                               |

Po poprzednim sezonie spadł: FC Schaffhausen.

## Rozgrywki

### Tabela
| Lp. | Drużyna                 | M  | Z  | R  | P  | Bramki | Bramki | Różn. | Pkt | Uwagi                                        |
| --- | ----------------------- | -- | -- | -- | -- | ------ | ------ | ----- | --- | -------------------------------------------- |
| 1   | FC Basel                | 36 | 22 | 8  | 6  | 73     | 39     | +34   | 74  | Liga Mistrzów UEFA • II runda kwalifikacyjna |
| 2   | BSC Young Boys          | 36 | 21 | 7  | 8  | 82     | 49     | +33   | 70  | Puchar UEFA • I runda kwalifikacyjna         |
| 3   | FC Zürich               | 36 | 15 | 11 | 10 | 58     | 43     | +15   | 56  | Puchar UEFA • I runda kwalifikacyjna         |
| 4   | Grasshopper Club Zurych | 36 | 15 | 9  | 12 | 57     | 49     | +8    | 54  |                                              |
| 5   | FC Aarau                | 36 | 11 | 14 | 11 | 47     | 48     | −1    | 47  |                                              |
| 6   | FC Luzern               | 36 | 10 | 14 | 12 | 40     | 49     | −9    | 44  |                                              |
| 7   | FC Sion                 | 36 | 11 | 10 | 15 | 48     | 51     | −3    | 43  |                                              |
| 8   | Neuchâtel Xamax         | 36 | 10 | 11 | 15 | 48     | 55     | −7    | 41  |                                              |
| 9   | FC Sankt Gallen (S)     | 36 | 9  | 7  | 20 | 39     | 69     | −30   | 34  | Baraże o Super League                        |
| 10  | FC Thun (S)             | 36 | 6  | 8  | 22 | 30     | 70     | −40   | 26  | Spadek do Challenge League                   |

### Baraże o Super League
Drużyna, która zajęła 9. pozycję w Super League zagrała dwumecz przeciwko wicemistrzowi Challenge League.
| 17 maja 2008 | AC Bellinzona · Pouga 4' · Taljević 68' · Lulić 89' | 3:21:0 | FC Sankt Gallen · 71' Ural · 76' Gelabert | Stadio Comunale di Bellinzona, Bellinzona Widzów: 7.000 Sędzia: René Rogalla |
|              |                                                     |        |                                           |                                                                              |

| 20 maja 2008 | FC Aarau | 0:20:1 | AC Bellinzona · 36' Neri · 90+2' Lulić | Stadion Brügglifeld, Aarau Widzów: 11.300 Sędzia: Jérôme Laperrière |
|              |          |        |                                        |                                                                     |

## Najlepsi strzelcy
24 bramki
- Hakan Yakın (BSC Young Boys)

18 bramek
- Thomas Häberli (BSC Young Boys)
- Raúl Bobadilla (Grasshopper Club Zurych)

17 bramek
- Álvaro Saborío (FC Sion)

14 bramek
- Mauro Lustrinelli (FC Luzern)

12 bramek
- Raffael (FC Zürich)
- Marco Streller (FC Basel)
- Rogério (FC Aarau)

11 bramek
- Francisco Aguirre (FC Sankt Gallen)